# Uricani
Uricani (en hongrois : Urikány) est une ville du județ de Hunedoara en Roumanie.

## Démographie
Lors du recensement de 2011, 90,24 % de la population se déclarent comme roumains, 2,79 % comme hongrois et 1,92 % comme roms (0,14 % des habitants déclarent appartenir à une autre ethnie et 4,88 % ne déclarent pas d'appartenance ethnique).

## Politique
| Parti | Parti                        | Sièges |
| ----- | ---------------------------- | ------ |
|       | Parti social-démocrate (PSD) | 11     |
|       | Parti national libéral (PNL) | 3      |
|       | Indépendant                  | 1      |